# Луїджі Іоріні
Луїджі Іорі́ні (Йорі́ні) (нар. 6 липня 1817, Мілан — пом. 25 жовтня 1911, Одеса) — італійський скульптор та педагог; член Товариства південноросійських художників з 1894 року; голова Італійського благодійного товариства в Одесі.

## Життєпис
Народився 6 липня 1817 року в місті Мілані (нині Італія). 1835 року закінчив Міланську академію митецтв, де був учнем Лоренцо Бартоліні. Працював у ній професором.
З 1867 року, на запрошеня голови Товариства витончених мистецтв Франца Моранді приїхав до Одеси. Від 1869 року викладав в Одеському художньому училищі та в Школі креслення і малювання при Товаристві витончених мистецтв в елементарному класі орнаментів та в класі ліплення та скульптури. Серед учнів Натан Альтман, Ісак Бродський, Давид Бурлюк, Михайло Врубель, Борис Едуардс, Василь Кандинський, Соломон Кишинівський, Киріак Костанді, Леонід Пастернак.
Жив в Одесі в будинку на вулиці Преображенській, № 12. Помер в Одесі 12 [25] жовтня 1911 року. Похований в Одесі на Другому християнському цвинтарі. У 1930-ті роки з підніжжя мармурового хреста на могилі скульптора вандалами було збито барельєф, який зображував Луїджі Іоріні в оточенні його учнів.

## Творчість
| Церера.   |
| Меркурій. |

У стилі італійського класицизму створював статуї, скульптури. Серед робіт:
- статуї «Меркурій», «Церера», «Ніч і День» на фасаді старої біржі в Одесі, нині будинок міської ради (1872);
- скульптура «Душа» (1895, мармур);
- погруддя Франца Моранді (1900);
- погруддя Григорія Маразлі.

Брав участь у мистецьких виставках з кінця XIX століття. Персональна посмертна виставка відбулася в Одесі у 1997 році.

## Відзнаки
На портреті Луїджі Іоріні, що зберігається в одному з музеїв Одеси, на сюртуку скульптора зображені нагороди:
- орден Святої Анни ІІІ ступеня;
- орден Святого Станіслава ІІІ ступеня;
- офіцерський хрест Ордену Італійської корони[1].

## Вшанування
- 1911 року, за Ініціативи Бориса Едуардса, було засновано стипендію імені Луїджі Іоріні, яка виплачувалася талановитим учням школи до революції 1917 року[1];
- В Одеському художньому училищіщі встановлено бронзове, у Російському музеї в Санкт-Петербурзі — мармурове погруддя Луїджі Іоріні (обидва виконав скульптор Борис Едуардс).
- Існує вулиця Луїджі Іоріні в Одесі.